# Sphaerodactylus cinereus
Sphaerodactylus cinereus — вид геконоподібних ящірок родини Sphaerodactylidae. Ендемік Гаїті.

## Поширення і екологія
Sphaerodactylus cinereus мешкають на південному заході острова Гаїті, на рівнині Кюль-де-Сак та в північних передгір'ях гірського масиву Сель. Вони живуть в сухих і помірно вологих тропічних лісах, трапляються поблизу людських поселень. Зустрічаються на висоті від 7 до 706 м над рівнем моря. Відкладають яйця.

## Збереження
МСОП класифікує цей вид як вразливий. Sphaerodactylus cinereus загрожує знищення природного середовища.